# 2. česká futsalová liga
2. česká futsalová liga je futsalová soutěž pořádaná na území České republiky. Jde o druhou nejvyšší soutěž v systému futsalových soutěží v Česku. Pořádá ji Fotbalová asociace České republiky, podobně jako všechny soutěže registrovaných profesionálních i neprofesionálních hráčů v Česku. Soutěž vznikla v roce 1994. Původně byla 2. liga bez rozdělení na skupiny, to přišlo až v sezóně 1997/98, kdy se začalo hrát dvouskupinově ve skupinách Západ a Východ.

## Vítězové jednotlivých ročníků
Zdroj:
| Ročník  | Vítězný tým                                                             |
| ------- | ----------------------------------------------------------------------- |
| 1994/95 | Pragoclima Ostrava                                                      |
| 1995/96 | AC Čepo Poruba                                                          |
| 1996/97 | TS Bakov nad Jizerou                                                    |
| 1997/98 | Sk. Východ Helas Brno Sk. Západ Letňany Praha                           |
| 1998/99 | Sk. Východ Gillotina Choceň Sk. Západ Alfa Liberec                      |
| 1999/00 | Sk. Východ Megas Frenštát pod Radhoštěm Sk. Západ Combix Ústí nad Labem |
| 2000/01 | Sk. Východ VŠB Ostrava Sk. Západ Adamíček Český Krumlov                 |
| 2001/02 | Sk. Východ FK ERA-PACK Chrudim Sk. Západ Bohemia Cheb                   |
| 2002/03 | Sk. Východ Pramen Havlíčkův Brod Sk. Západ Ebárna Boys Kladno           |
| 2003/04 | Sk. Východ TORF Pardubice Sk. Západ Car System Cheb                     |
| 2004/05 | Sk. Východ Delta-Real Šumperk Sk. Západ Ebárna Boys Kladno              |
| 2005/06 | Sk. Východ VŠB Ostrava Sk. Západ Indoss Plzeň                           |
| 2006/07 | Sk. Východ Bulldogs Hodonín Sk. Západ Selp Vysočany Praha               |
| 2007/08 | Sk. Východ Helas Brno Sk. Západ Olympik Mělník                          |
| 2008/09 | Sk. Východ Tango Brno Sk. Západ Klokani Vršovice                        |

| Ročník  | Vítězný tým                                                       |
| ------- | ----------------------------------------------------------------- |
| 2009/10 | Sk. Východ Likop Třinec Sk. Západ Indoss Plzeň                    |
| 2010/11 | Sk. Východ Delta-Real Šumperk Sk. Západ Andy Liberec              |
| 2011/12 | Sk. Východ Helas Brno Sk. Západ Démoni Česká Lípa                 |
| 2012/13 | Sk. Východ Agromeli Brno Sk. Západ UFA Hradec Králové             |
| 2013/14 | Sk. Východ Likop Třinec Sk. Západ Olympik Mělník                  |
| 2014/15 | Sk. Východ Agromeli Brno Sk. Západ Indoss Plzeň                   |
| 2015/16 | Sk. Východ Gamaspol Jeseník Sk. Západ Gardenline Litoměřice       |
| 2016/17 | Sk. Východ Gamaspol Jeseník Sk. Západ Olympik Mělník              |
| 2017/18 | Sk. Východ VŠB Ostrava Sk. Západ Zlej se(n) Liberec               |
| 2018/19 | Sk. Východ Nejzbach Vysoké Mýto Sk. Západ Dynamo České Budějovice |
| 2019/20 | Sk. Východ SKUP Olomouc Sk. Západ FC Rapid Ústí nad Labem         |